# Ylldren Ibrahimaj
Ylldren Ibrahimaj (Arendal, 24 dicembre 1995) è un calciatore norvegese naturalizzato kosovaro, attaccante del Mladá Boleslav.

## Carriera

### Club
Ha giocato nella massima serie norvegese e in quella russa.

### Nazionale
Nel 2020 ha esordito in nazionale.

## Statistiche

### Presenze e reti nei club
Statistiche aggiornate al 7 febbraio 2022.
| Stagione        | Squadra         | Campionato      | Campionato | Campionato | Coppe nazionali | Coppe nazionali | Coppe nazionali | Coppe continentali | Coppe continentali | Coppe continentali | Altre coppe | Altre coppe | Altre coppe | Totale | Totale |
| Stagione        | Squadra         | Comp            | Pres       | Reti       | Comp            | Pres            | Reti            | Comp               | Pres               | Reti               | Comp        | Pres        | Reti        | Pres   | Reti   |
| --------------- | --------------- | --------------- | ---------- | ---------- | --------------- | --------------- | --------------- | ------------------ | ------------------ | ------------------ | ----------- | ----------- | ----------- | ------ | ------ |
| 2012            | Arendal         | 3D              | 4          | 0          | CN              | 1               | 0               |                    | -                  | -                  |             | -           | -           | 5      | 0      |
| 2013            | Arendal         | 2D              | 24         | 1          | CN              | 1               | 0               |                    | -                  | -                  |             | -           | -           | 25     | 1      |
| 2014            | Arendal         | 2D              | 24         | 1          | CN              | 2               | 0               |                    | -                  | -                  |             | -           | -           | 26     | 1      |
| 2015            | Arendal         | 2D              | 24         | 2          | CN              | 3               | 1               |                    | -                  | -                  |             | -           | -           | 27     | 3      |
| 2016            | Arendal         | 2D              | 25         | 8          | CN              | 1               | 0               |                    | -                  | -                  |             | -           | -           | 26     | 8      |
| 2017            | Arendal         | 1D              | 29         | 2          | CN              | 2               | 2               |                    | -                  | -                  |             | -           | -           | 31     | 4      |
| Totale Arendal  | Totale Arendal  | Totale Arendal  | 130        | 14         |                 | 10              | 3               |                    | -                  | -                  |             | -           | -           | 140    | 17     |
| apr.-lug. 2018  | Mjøndalen       | 1D              | 15         | 1          | CN              | 3               | 1               |                    | -                  | -                  |             | -           | -           | 18     | 2      |
| lug.-nov. 2018  | Viking          | 1D              | 11         | 3          |                 | -               | -               |                    | -                  | -                  |             | -           | -           | 11     | 3      |
| 2019            | Viking          | ES              | 28         | 4          | CN              | 7               | 2               |                    | -                  | -                  |             | -           | -           | 35     | 6      |
| 2020            | Viking          | ES              | 29         | 7          |                 | -               | -               | UEL                | 1                  | 0                  |             | -           | -           | 30     | 7      |
| Totale Viking   | Totale Viking   | Totale Viking   | 68         | 14         |                 | 7               | 2               |                    | 1                  | 0                  |             | -           | -           | 76     | 16     |
| gen.-mag. 2021  | Ural            | PL              | 6          | 0          | CR              | 1               | 0               |                    | -                  | -                  |             | -           | -           | 7      | 0      |
| 2021-gen. 2022  | Ural            | PL              | 3          | 0          | CR              | 2               | 0               |                    | -                  | -                  |             | -           | -           | 5      | 0      |
| Totale Ural     | Totale Ural     | Totale Ural     | 9          | 0          |                 | 3               | 0               |                    | -                  | -                  |             | -           | -           | 12     | 0      |
| 2022            | Lillestrøm      | ES              | 0          | 0          | CN              | 0               | 0               |                    | -                  | -                  |             | -           | -           | 0      | 0      |
| Totale carriera | Totale carriera | Totale carriera | 222        | 29         |                 | 23              | 6               |                    | 1                  | 0                  |             | -           | -           | 246    | 35     |

### Cronologia presenze e reti in nazionale
| Cronologia completa delle presenze e delle reti in nazionale ― Kosovo | Cronologia completa delle presenze e delle reti in nazionale ― Kosovo | Cronologia completa delle presenze e delle reti in nazionale ― Kosovo | Cronologia completa delle presenze e delle reti in nazionale ― Kosovo | Cronologia completa delle presenze e delle reti in nazionale ― Kosovo | Cronologia completa delle presenze e delle reti in nazionale ― Kosovo | Cronologia completa delle presenze e delle reti in nazionale ― Kosovo | Cronologia completa delle presenze e delle reti in nazionale ― Kosovo |
| Data                                                                  | Città                                                                 | In casa                                                               | Risultato                                                             | Ospiti                                                                | Competizione                                                          | Reti                                                                  | Note                                                                  |
| --------------------------------------------------------------------- | --------------------------------------------------------------------- | --------------------------------------------------------------------- | --------------------------------------------------------------------- | --------------------------------------------------------------------- | --------------------------------------------------------------------- | --------------------------------------------------------------------- | --------------------------------------------------------------------- |
| 12-1-2020                                                             | Doha                                                                  | Svezia                                                                | 1 – 0                                                                 | Kosovo                                                                | Amichevole                                                            | -                                                                     | 46’                                                                   |
| Totale                                                                |                                                                       | Presenze                                                              | 1                                                                     |                                                                       | Reti                                                                  | 0                                                                     |                                                                       |

## Palmarès

### Club

#### Competizioni nazionali
- 1. divisjon: 1

Viking: 2018
- Coppa di Norvegia: 1

Viking: 2019